# Hieracium basifloccum
Hieracium basifloccum es una especie de planta con flor del género Hieracium, de la familia Asteraceae, orden Asterales.

## Distribución
Hieracium basifloccum se distribuye por Yugoslavia.

## Taxonomía
Fue descrita científicamente por Jasiew. & Pawt. Fue publicada en Acta Soc. Bot. Poloniae 32: 479 (1963).